# 신봉고등학교
신봉고등학교(新鳳高等學校)는 대한민국 경기도 용인시 수지구 신봉동에 있는 공립 고등학교이다.

## 학교 연혁
- 2012년 1월 2일 : 경기도도립학교 설치조례 제4320호 공포(3년제 37학급)
- 2012년 3월 1일 : 개교(1학년 7학급)
- 2012년 3월 1일 : 초대 김호영 교장 취임
- 2012년 3월 5일 : 제1회 신입생 213명 입학
- 2015년 2월 5일 : 제1회 졸업식(200명)
- 2019년 9월 1일 : 제3대 윤경오 교장 취임
- 2024년 1월 4일 : 제10회 졸업식(353명)
- 2024년 3월 4일 : 제13회 신입생 404명(12학급) 입학

## 참고 자료
- 신봉고등학교 - 한국교육학술정보원 학교알리미